# Dimitri Peyskens
Dimitri Peyskens, né le 26 novembre 1991 à Uccle, est un coureur cycliste belge.

## Biographie

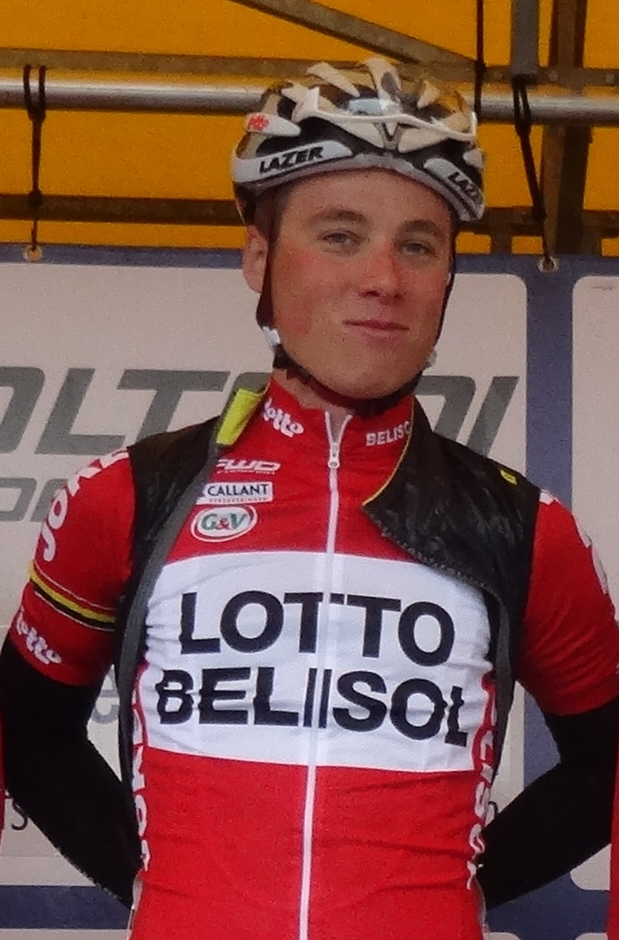
Dimitri Peyskens lors du Circuit Het Nieuwsblad espoirs 2014.

Dimitri Peyskens naît le 26 novembre 1991 à Uccle en Belgique.
Il est membre de l'équipe Terra Footwear-Bicycle Line en 2010, de VL Technics-Abutriek en 2011 et 2012 et de Lotto-Belisol U23 en 2013 et 2014. Lors de cette deuxième année au sein de l'équipe de réserve de Lotto-Belisol, il remporte le Grand Prix Marc Angel et se fait remarquer lors du Tour de la province de Namur où il remporte la première étape et termine troisième au classement général.
Mi-octobre 2014, l'équipe 3M annonce que Dimitri Peyskens fait partie des nouvelles recrues de sa saison 2015. 
En 2015, il remporte une épreuve de l'Arden Challenge, termine troisième du Tour de Liège, sixième de la Gooikse Pijl et huitième du Mémorial Philippe Van Coningsloo. À l'issue de cette saison, il décide de s'engager au sein de la formation Veranclassic-Ago pour la saison 2016.
Au mois d'août 2018, il termine dixième de la Course des raisins.
En 2019, Dimitri Peyskens effectue sa reprise lors du Grand Prix d'ouverture La Marseillaise, qu'il termine à la 44e place, au sein du peloton principal. Au deuxième semestre, il se classe deuxième du Grand Prix Lucien Van Impe, une kermesse professionnelle belge disputée en Flandres orientale, remporté par le Français Samuel Leroux.

## Palmarès et résultats

### Palmarès par année
- 2011
  - 3e du championnat du Brabant flamand du contre-la-montre espoirs
- 2012
  - 3e du championnat du Brabant flamand sur route espoirs
- 2013
  - 2e du Mémorial Gilbert Letêcheur
  - 3e du championnat du Brabant flamand sur route espoirs
- 2014
  - Grand Prix Marc Angel
  - 1re étape du Tour de Namur
  - 3e du Tour de Namur
- 2015
  - 3e étape de l'Arden Challenge
  - 3e du Tour de Liège
- 2016
  - Mémorial Albert Fauville
  - 2e du Grand Prix Color Code
  - 2e du championnat de Belgique du contre-la-montre par équipes
  - 3e du championnat de Belgique des élites sans contrat
- 2017
  - 2e du Grand Prix de la ville de Nogent-sur-Oise
  - 3e du Rad am Ring
- 2019
  - 2e du Grand Prix Lucien Van Impe

### Classements mondiaux
| Année                                 | 2015 | 2016  | 2017 | 2018 | 2019 | 2020  | 2021  | 2022 | 2023  | 2024  |
| ------------------------------------- | ---- | ----- | ---- | ---- | ---- | ----- | ----- | ---- | ----- | ----- |
| Classement mondial                    |      | 2055e | 287e | 575e | 490e | 1167e | 1607e | 950e | 1041e | 2129e |
| UCI Europe Tour                       | 768e | 1359e | 126e | 436e | 378e | 904e  | 1134e | 694e | nc    | nc    |
| UCI Asia Tour                         | nc   | nc    | 424e | 499e |      |       |       |      |       |       |
|                                       |      |       |      |      |      |       |       |      |       |       |
| Légende : nc = non classéSource : UCI |      |       |      |      |      |       |       |      |       |       |